# B2evolution
b2evolution ist eine Weblog-Software, die mehrere Blogs in mehreren Sprachen zugleich ermöglicht und mehrbenutzerfähig ist. Sie kann kostenlos unter der GNU General Public License 2 benutzt werden. François Planque begann b2evolution als Abspaltung von b2/cafelog, aus dem auch WordPress hervorgegangen ist. b2evolution ist in PHP geschrieben und verwendet eine MySQL-Datenbank. Es lässt sich in fast jeder LAMP-Umgebung betreiben.
b2evolution unterstützt mehrere Benutzer und Administratoren mit einer Installation. Zahlreiche Drittanbieter bieten Plug-ins an, die unter anderem BBCode, LaTeX und grafische Smileys oder Werkzeuge wie Gallery 2, YouTube und digg benutzbar machen. Weitere Features sind unter anderem ein Spamfilter, der die ganze Anwendergemeinschaft umfasst und die IPs von Spammern in einer zentralen schwarzen Liste erfasst, eine durch Skins gestaltbare Oberfläche, Lokalisierung in einem Dutzend von Sprachen sowie ein völlig offengelegtes API für Plug-in-Entwickler.
Anfang 2022 erklärte François Planque in einem Blogbeitrag, dass b2evolution nicht mehr weiterentwickelt wird.